# Ektjärnen, Jämtland
Ektjärnen är en sjö i Bergs kommun i Jämtland och ingår i Indalsälvens huvudavrinningsområde. Sjön har en area på 0,0593 kvadratkilometer och ligger 853,4 meter över havet.

## Delavrinningsområde
Ektjärnen ingår i det delavrinningsområde (698310-140081) som SMHI kallar för Ovan 698662-140765. Medelhöjden är 836 meter över havet och ytan är 28,75 kvadratkilometer. Det finns inga avrinningsområden uppströms utan avrinningsområdet är högsta punkten. Dörrsån som avvattnar avrinningsområdet har biflödesordning 4, vilket innebär att vattnet flödar genom totalt 4 vattendrag innan det når havet efter 316 kilometer. Avrinningsområdet består mestadels av skog (18 procent) och kalfjäll (74 procent). Avrinningsområdet har 0,2 kvadratkilometer vattenytor vilket ger det en sjöprocent på 0,7 procent.